# Estação Yorkdale
Yorkdale é uma estação do metrô de Toronto, localizada na secção Spadina da linha Yonge-University-Spadina. Localiza-se na Allen Road, logo ao sul da Highway 401. Serve primariamente o Yorkdale Shopping Centre, um dos maiores shopping centers do Canadá. Um ponto de interesse próximo à estação é a Downsview Park. Yorkdale não possui um terminal de ônibus integrado, e passageiros das duas linhas de superfície que conectam-se com a estação precisam de um transfer para poderem transferirem-se da linha de superfície para o metrô e vice-versa. O nome da estação provém do Yorkdale Shopping Centre.